# Stąporków
Stąporkówⓘ é um município no sudeste da Polônia. Pertence à voivodia da Santa Cruz, no condado de Końskie. É a sede da comuna urbano-rural de Stąporków. A cidade fica às margens do rio Czarna Konecka e de seu afluente, o Młynówka.
A cidade recebeu direitos de cidade em 1967. Entre 1975 e 1998, a pertenceu administrativamente à voivodia de Kielce. Estende-se por uma área de 10,9 km², com 5 052 habitantes, segundo o censo de 31 de dezembro de 2024, com uma densidade populacional de 462 hab./km².
Stąporków está localizada na área da antiga Terra de Sandomierz da histórica Pequena Polônia, e também pertence à Terra de Radom.
A cidade é dividida em vários distritos: Wołów, Praça Wolności, Centro (conjunto habitacional Żeromskiego, conjunto habitacional Leśne, XXX-lecie), Koprosa, Sadykierz, Nieborów. As ruas principais são: Piłsudskiego e Konecka.
Há uma subzona da Zona Econômica Especial de Starachowice na cidade e na comuna de Stąporków, cobrindo uma área de 34,1 hectares e desenvolvida em mais de 70%.
A trilha de caminhada vermelha da reserva natural Diabla Góra até a aldeia de Łączna passa pela cidade.
Stąporków é a sede da paróquia católica romana da Assunção da Bem-Aventurada Virgem Maria. Anteriormente, Stąporków era subordinada à paróquia de Odrowąż.

## História
A cidade pertenceu a importantes centros industriais da antiga Zagłębie polonesa. O início de Stąporków foi a instalação da forja Stąpor nesse local, em meados do século XVI, cujo nome provavelmente se originou do nome do proprietário. Entre 1738 e 1739, um alto-forno foi construído aqui pelo chanceler Jan Małachowski. Em 1781, as obras locais foram visitadas pelo conde Friedrich Wilhelm von Reden, que contribuiu merecidamente para o desenvolvimento da indústria na Alta Silésia. Havia um grande complexo siderúrgico na cidade no século XVIII. Na época, a fornalha de Stąporków produzia 130 cetnars de ferro-gusa por semana, ou seja, mais do que as fábricas similares da Alta Silésia. O minério de ferro era fornecido por várias minas situadas a 1/4 a 1 milha da fábrica.
Em 1827, Stąporków tinha 24 casas e 131 habitantes.
Em 1838, a família Małachowski ampliou e modernizou a fábrica. O antigo alto-forno foi substituído por dois mais modernos. Outras modernizações ocorreram em 1876 e 1895. No final do século XIX, a empresa passou para as mãos da família Tarnowski. A usina foi convertida em combustível de coque. Foi construída uma unidade de torrefação de minério com oito fornos e duas cúpulas. A fábrica em si empregava 300 trabalhadores na época, embora o Dicionário Geográfico do Reino da Polônia indique 515 trabalhadores em 1888. Outros 500 trabalhavam nas minas de minério que forneciam a matéria-prima.
Segundo fontes existentes antes de 1989, em 4 de agosto de 1944, partidários de uma unidade da 10.ª Brigada do Exército Popular “Vitória” travaram uma escaramuça com a gendarmaria alemã, resultando na morte de três gendarmes e sete feridos.
Após a Segunda Guerra Mundial, o patrimônio local foi reconstruído. As primeiras minas a serem abertas foram as minas de minério (Stara Góra, Edward e outras). Mais tarde, foi criada uma fundição de ferro, que empregava 1 100 pessoas em 1961. A população de Stąporków aumentou de 700 em 1946 para 3 472 em 1961.

### Crime alemão em 1940
Enquanto lutavam contra a unidade do major Henryk Dobrzański “Hubal” no início de abril de 1940, os alemães assassinaram Marian Gut, um garoto de menos de 18 anos que lutava na floresta de Serbin. Em 6 de abril de 1940, os gendarmes assassinaram toda a família do garoto: pai, mãe e dois irmãos, queimando os cadáveres com as construções. Um monumento comemora esses trágicos eventos, enquanto um túmulo simbólico da família Gut está localizado no cemitério de Niekłań.

## Arquitetura
O único edifício em Stąporków inscrito no registro de monumentos do Instituto do Patrimônio Nacional é o edifício da estação ferroviária de 1885.

## Educação

### Escolas e jardins de infância
- Jardim de infância público[11]
- Jardim de infância particular “Bajkowe Przedszkole”[12]
- Jardim de infância particular “Słoneczko”
- Escola primária pública n.º 1 Kornel Makuszyński[13]
- Escola primária pública n.º 2[14]
- Complexo da escola secundária Stanisław Staszic.[15]

## Comunidades religiosas
- Igreja Católica de Rito Latino:

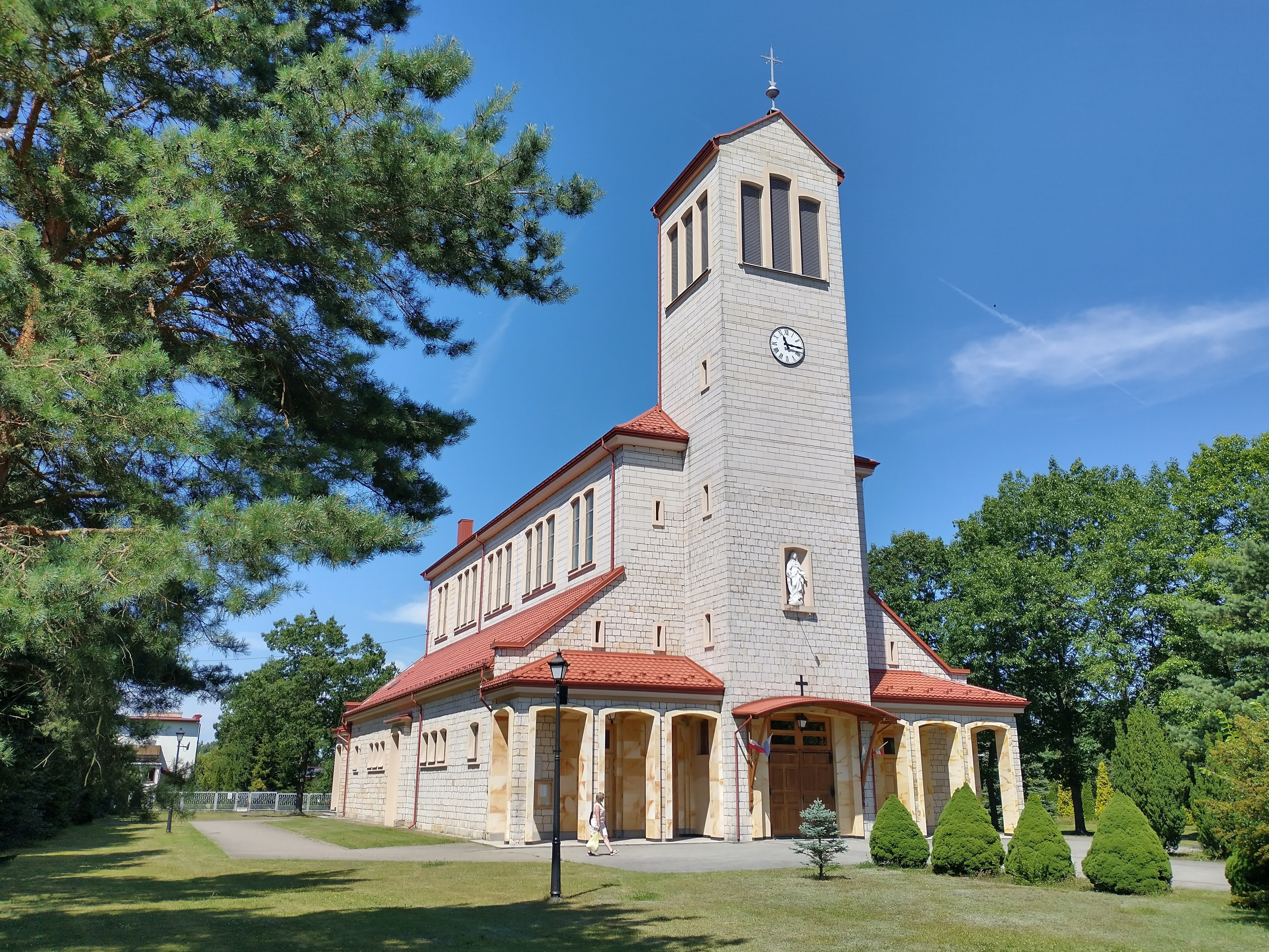
Igreja da Assunção da Bem-Aventurada Virgem Maria

  - Paróquia da Assunção da Bem-Aventurada Virgem Maria[16]
- Testemunhas de Jeová:
  - Igreja em Stąporków (Salão do Reino, rua Odlewnicza, 2A)

## Esporte

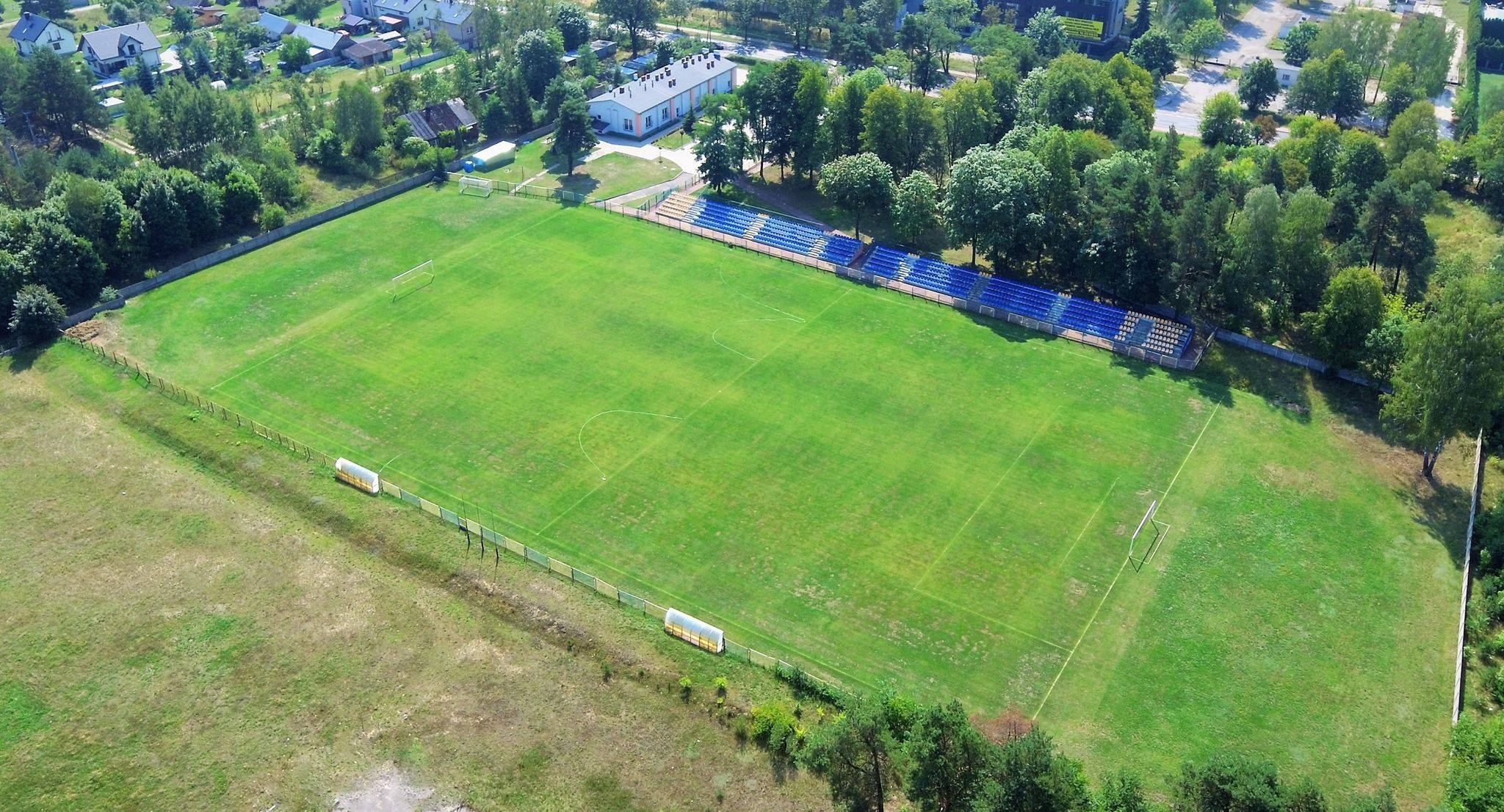
Estádio MKS-u

O MKS Stąporków (Clube Esportivo Municipal de Stąporków) é um clube esportivo polonês fundado em 1948 como Stal Wołów. Em 1957, adotou o nome RKS Stąporków. O clube joga suas partidas em casa em um estádio administrado pelo Centro Cultural e Esportivo Municipal de Stąporków. A capacidade da instalação é de aproximadamente 900 assentos.

## Demografia
Conforme os dados do Escritório Central de Estatística da Polônia (GUS) de 31 de dezembro de 2024, Stąporków é uma cidade pequena com uma população de 5 052 habitantes (16.º lugar na voivodia de Santa Cruz e 566.º lugar na Polônia), tem uma área de 10,9 km² (25.º lugar na voivodia de Santa Cruz e 583.º lugar na Polônia) e uma densidade populacional de 462 hab./km² (15.º lugar na voivodia de Santa Cruz e 619.º lugar na Polônia). Entre 2002–2024, o número de habitantes diminuiu 18,3%.
Os habitantes de Stąporków constituem cerca de 6,90% da população do condado de Końskie, constituindo 0,43% da população da voivodia de Santa Cruz.
| Descrição                         | Total      | Total    | Mulheres   | Mulheres | Homens     | Homens   |
| --------------------------------- | ---------- | -------- | ---------- | -------- | ---------- | -------- |
| unidade                           | habitantes | %        | habitantes | %        | habitantes | %        |
| população                         | 5 052      | 100      | 2 635      | 52,2     | 2 417      | 47,8     |
| área                              | 10,9 km²   | 10,9 km² | 10,9 km²   | 10,9 km² | 10,9 km²   | 10,9 km² |
| densidade populacional (hab./km²) | 462        | 462      | 241,2      | 241,2    | 220,8      | 220,8    |